# 东方红乡
东方红乡，是中华人民共和国黑龙江省鹤岗市东山区下辖的一个乡镇级行政单位。

## 行政区划
东方红乡下辖以下地区：
靠山村、东兴村、获胜村、兴华村、红旗村、前安民村、后安民村、志成村、小山村、立春村、双泉村、桦春村、合胜村和东胜村。